# Артыбашское сельское поселение
Артыбашское се́льское поселе́ние — муниципальное образование в Турочакском муниципальное районе Республики Алтай Российской Федерации.
Административный центр — село Артыбаш.

## История
Статус и границы сельского поселения установлены Законом Республики Алтай от 13 января 2005 года № 10-РЗ «Об образовании муниципальных образований, наделении соответствующим статусом и установлении их границ».

## Население
| 2010  | 2011  | 2012  | 2013  | 2014  | 2015  | 2016  | 2017  | 2018  |
| ----- | ----- | ----- | ----- | ----- | ----- | ----- | ----- | ----- |
| 2082  | ↗2086 | ↗2090 | ↗2124 | ↗2142 | ↗2158 | ↘2146 | ↗2154 | ↗2210 |
| 2019  | 2020  | 2021  |       |       |       |       |       |       |
| ↘2187 | ↗2197 | ↘2090 |       |       |       |       |       |       |

## Состав сельского поселения
| № | Населённый пункт | Тип населённого пункта       | Население |
| - | ---------------- | ---------------------------- | --------- |
| 1 | Артыбаш          | село, административный центр | ↘602      |
| 2 | Иогач            | село                         | ↗1322     |
| 3 | Яйлю             | село                         | ↘183      |
| 4 | Ново-Троицк      | село                         | ↘39       |